# Кріпан
Кріпан (баск. Kripan (офіційна назва), ісп. Cripán) — муніципалітет в Іспанії, у складі автономної спільноти Країна Басків, у провінції Алава. Населення — 194 осіб (2009).
Муніципалітет розташований на відстані близько 260 км на північ від Мадрида, 30 км на південний схід від Віторії.

## Демографія
Динаміка населення (INE ):

## Галерея зображень

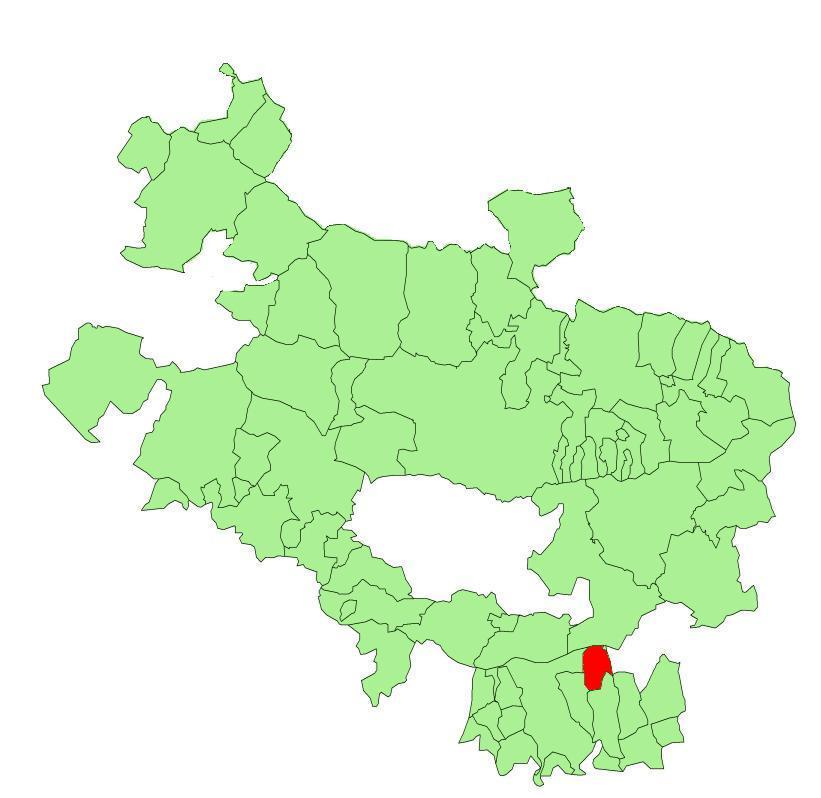
Розташування муніципалітету
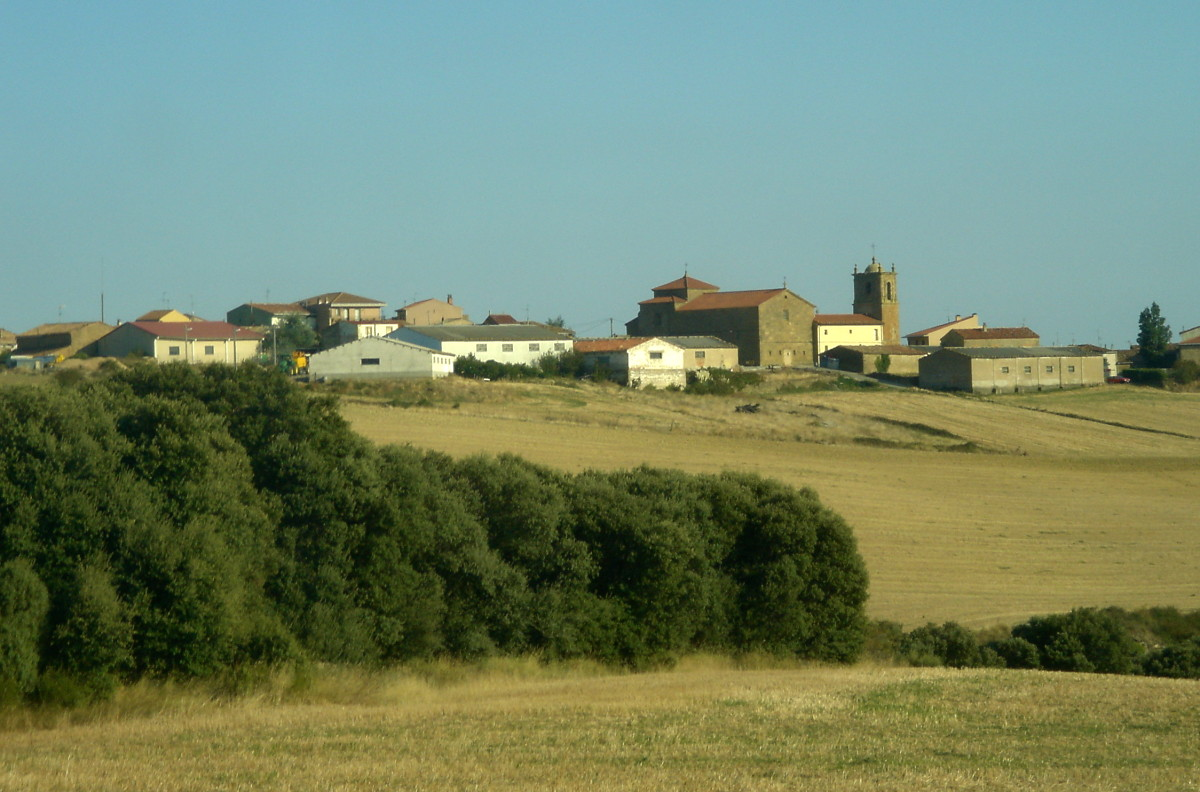
Кріпан